# Gracie Fields
Gracie Fields (Rochdale, Inglaterra, 9 de enero de 1898 - Isla de Capri, Italia, 27 de septiembre de 1979), fue una actriz, humorista y cantante británica.

## Biografía

### Primeros años
Fields nació en Rochdale, donde su abuela tenía una venta de Fish and chips en Molesworth Street. Realizó su debut teatral en 1905, a los 7 años. Sus tres hermanos, Edith, Betty y Tommy, también se dedicaron al teatro. Su debut profesional en un show de variedad tuvo lugar en 1910 y poco después abandonó su trabajo en una planta procesadora de algodón.
Posteriormente, conoció al comediante Archie Pitt y ambos empezaron a trabajar juntos. Pitt se convertiría en su agente y ambos se casaron en 1923. La primera revista que produjeron fue Yes I think so (1915) y, posteriormente realizaron una gira por el Reino Unido con la revista Mr Tower of London hasta 1922.

### Carrera
Fields saltó a la fama cuando Mr. Tower of London se presentó en West End (Londres). A partir de entonces empezó a aparecer en más obras dramáticas y a grabar canciones. En 1928, realizó la primera de diez presentaciones en las Royal Variety Performance. 
Su canción más conocida fue "Sally", la cual fue incluida en su primer filme, Sally in Our Alley (1931), el cual fue un éxito de taquilla. Posteriormente realizó varias películas en el Reino Unido y en los Estados Unidos, aunque siempre prefirió la actuación en vivo.
Durante los años 1930, su fama creció y recibió numerosos reconocimientos, incluyendo la Venerable Order of Saint John y la Orden del Imperio Británico (1938).
En 1939, Fields fue diagnosticada con cáncer cervical y se retiró a su villa en la Isla de Capri. En 1940, se casó con el director de cine Monty Banks, luego de divorciarse de Pitt. La Segunda Guerra Mundial. Sin embargo, Banks tenía ciudadanía italiana, por lo que ambos se mudaron a Estados Unidos. 
Después de la guerra, Fields continuó su carrera, aunque de manera menos activa. En 1948, empezó a actuar en el Reino Unido nuevamente y participó en las celebraciones del Festival of Britain en 1951. Asimismo, continuó grabando música, pero no realizó ningún otro filme.
Aunque nunca recuperó su ciudadanía británica (la cual perdió debido al matrimonio con Banks), Fields continuó realizando trabajos de caridad y se mudó permanentemente a la Isla de Capri. Banks murió en 1950 y Fields se casó con Boris Alperovici dos años más tarde.
En 1956, interpretó a Miss Marple en una producción televisiva estadounidense de Se anuncia un asesinato. La producción también contó con la participación de Jessica Tandy y Roger Moore.
En 1978, Fields inauguró el Gracie Fields Theatre en Rochdale. Su última presentación pública fue en el Royal Variety Show en 1978, en donde cantó "Sally" al final de espectáculo. En febrero de 1979 fue nombrada dama comendadora de la Orden del Imperio Británico. Fields murió siete meses más tarde en su hogar en Capri a los 81 años.

## Canciones famosas
- "Sally"
- "Sing As We Go"
- "Thing-Ummy-Bob (That's Gonna Win The War)"
- "The Biggest Aspidistra in the World"
- "Only a Glass of Champagne"
- "Angels Guard Thee"
- "Nuns' Chorus"
- "Now Is the Hour"
- "Isle of Capri"
- "Walter, Walter, Lead Me to the Altar"
- "Christopher Robin is Saying His Prayers"
- "If I Had a Talking Picture of You"
- "Wish Me Luck As You Wave Me Goodbye"
- "When I Grow Too Old to Dream"
- "If I Knew You Were Comin' I'd've Baked a Cake"
- "The Twelfth of Never"

## Filmografía
- Paris Underground (1945)
- Molly and Me (1945)
- Holy Matrimony (1943)
- Stage Door Canteen (1943)
- Shipyard Sally (1939)
- Keep Smiling (1938)
- We're Going to Be Rich (1938)
- The Show Goes On (1937)
- Queen of Hearts (1936)
- Look Up and Laugh (1935)
- Sing As We Go (1934)
- Love, Life and Laughter (1934)
- This Week of Grace (1933)
- Looking on the Bright Side (1932)
- Sally in Our Alley (1931)
- Love, Life and Laughter (1923)